# كارنيفال فييستا
كارنيفال فييستا (بالإنجليزية: Carnival Vista)‏ هي سفينة سياحية من أسطول شركة كارنيفال للرحلات البحرية. ودخلت في الخدمة في عام 2016. إنها السفينة الأولى في فئة فييستا والتي تضم سفينتين إضافيتين من كرنفال ، وهما كارنيفال هورايزن وكارنيفال بانوراما ، بالإضافة إلى السفينتين ضمن إسطول كوستا للرحلات البحرية، هما كوستا فينيتسيا وسفينة كوستا فيرينزي.

## نبذة
في مارس 2015 ، أبرمت شركة كارنيفال كوربرايشن وفينكانتييري اتفاقية لبناء خمس سفن سياحية خلال الفترة بين عامي 2019 و 2022.  والبدء في بناء السفينة في حوض فينكانتييري لبناء السفن في مونفلكوني، تم تسليم السفينة في 28 أبريل 2016.  واكملت تجاربها البحرية في مارس 2016. وانطلقت رحلتها الأولى في رحلة أوروبية مدتها 13 يومًا يوم 1 مايو 2016 من ترييستي بإيطاليا وانتهت في برشلونة بإسبانيا، وكانت أكبر سفن أسطول كارنيفال للرحلات البحرية في ذلك الوقت.
في 28 أغسطس 2016 تسببت مناورة السفينة في أضرار جسيمة لمرفأ نيتونو السياحي ، بالقرب من ميسينا، إيطاليا. 

## روابط خارجية
- الموقع الرسمي